# Proteína cinasa C
La proteína cinasa C (PKC, del inglés protein kinase C) es una familia de proteínas cinasas su número EC es EC 2.7.11.13 consistente en al menos 10 isoformas. Están divididas en tres subfamilias, basadas en el segundo mensajero que requieren: convencional (o clásico), nuevo y atípico.  
Las PKC convencionales contiene las isoformas α, βI, βII, y γ, que requieren Ca2+, diacilglicerol (DAG), y un fosfolípido como fosfatidilserina para su activación.

Las PKCs nuevas ((n)PKCs) incluyen  las isoformas δ, ε, η, y θ, y requieren DAG, pero no Ca2+ para su activación. En consecuencia, las PKCs convencionales y nuevas son activadas a través de la misma ruta de transducción de señales: la fosfolipasa C.

Por otro lado, las PKCs atípicas ((a)PKCs) (incluyendo la proteína cinasa Mζ y las isoformas ι / λ) tampoco requieren Ca2+ ni DAG para su activación.
 
El término "proteína kinasa C" usualmente se refiere a la familia completa de isoformas.